# التمور في المغرب

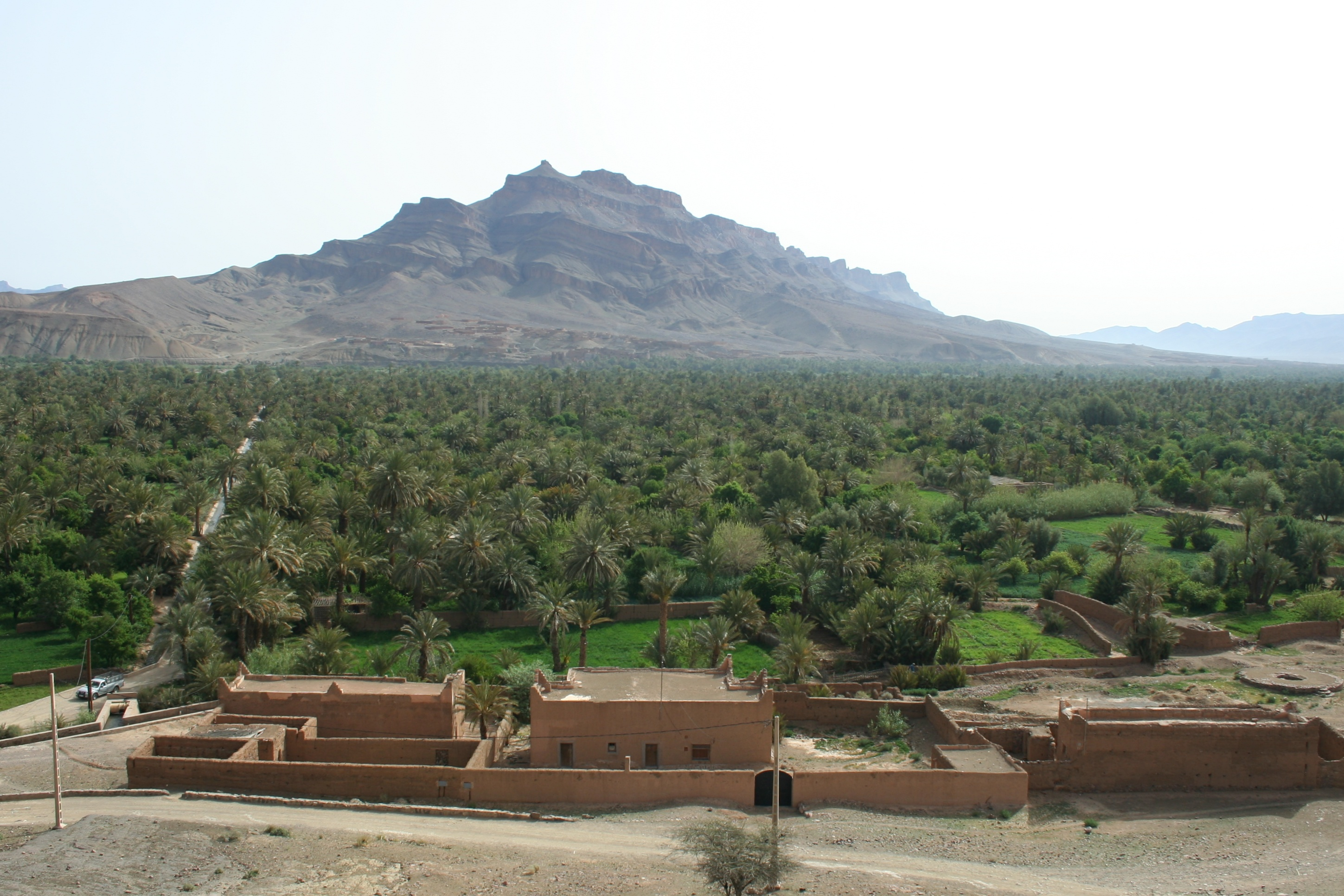
واحة النخيل بأكدز، جنوبي المغرب

التمور في المغرب مهمة فيعتبر المغرب سابع منتج للتمور في العالم من خلال توفره على حوالي 453 نوعا، لكن تبقى حصة الأصناف الممتازة منها ضعيفة حيث لا تتجاوز 35 في المائة من الإنتاج المغربي، والذي بلغ سنة 2013، ما مجموعه 117 ألف طن، وصل منها الاستهلاك السنوي على المستوى المغربي الداخلي 3 كيلوغرام للفرد مقابل 15 كيلوغراما بالنسبة للأفراد المتواجدين في مناطق الإنتاج.

## التمركز الجغرافي
ويتوفر المغرب على حوالي 16 نوعا من أجود التمور التي تتركز في ثلاث جهات رئيسة هي:
- ورززات، 41 في المائة،
- تافيلالت 28 في المائة
- طاطا 20 في المائة

في حين أن الرقعة الجغرافية لزراعة النخيل المثمر تشمل 13 إقليميا تقع بالمنطقة الجنوبية والجنوبية الشرقية للمغرب، يهمين من خلالها بوطيوب على منطقة طاطا، والجيهل وأكليد وبوسكري وبوستحمي وإيكلان في درعة، أما تافيلالت فيهمن عليها بوسليخن والمجهول.

## الجودة و التموقع العالمي
وحددت وزارة الفلاحة 7 أصناف من التمور المقاومة لمرض البيوض الذي يصيب النخيل، وهي إيكلان، بوستحمي، ساير لعيلات، بوستحمي الأبيض بوفكوس أوموسى تادمامات وبوخاني، ويغطي النخيل المغربي مساحة تصل إلى حوالي 48 ألف هكتار، وهو ما يعادل حوالي 4 ملايين و800 ألف نخلة أي بكثافة متوسطة في حدود 100 قدم في الهكتار وهو ما يضع المملكة في المرتبة السابعة على الصعيد العالمي.
وعن أجود أصناف النخيل التي تساهم فيها كل من ورزازات والرشيدية ب 90 في المائة، يوجد على رأسها تمر المجهول الذي تموقع في واد زيز وتافيلالت ووادي درعة والجهة الشرقية وباني، حيث يعتبر من التمور الجد حساسة وذات قيمة تجارية عالية، ومرغوب فيه على المستوى الداخلي المغربي والعالمي لتعدد استخداماته ومنتوجاته.
نوع أخر من أجود أنواع التمور التي قدمت في معطيات رسمية على هامش الدورة الرابعة من المعرض الدولي للتمور بالمغرب، المنظم من طرف وزارة الفلاحة والصيد البحري وجمعية المعرض الدولي للتمور بالمغرب بمدينة أرفود جنوب المغرب هو "الفكوس"، أو بوفكوس والذي يتواجد في غالب الجهات التي تتوفر على التمور في المغرب، ويعتبر هذا النوع من التمور حساس جداً، في الوقت الذي نجد النجدة التي تتواجد بكثافة في تافيلالت، وأكليد الذي تتوفر درعة على نسبة مهمة فيه.
بالإضافة إلى هذه الأنواع هناك أحرضان وبوسكري اللذان يوجدان في المناطق الثلاثة، وكذا راس لحمر والجيهل وبوزكار، وأحد أكثر أنواع الاستهلاك في منطقة درعة وهو بوستحمي بنوعيه الأسود والأبيض.

## نسبة الإنتاج
هذا ويستحود الخلط على 45 في المائة من الإنتاج المغربي من التمور، في حين تبلغ نسبة بوفكوس 12.2 في المائة، والجيهل ب 11.9 في المائة، أما بوسليخن فيصل إلى 7.5 في المائة، أما بوستحمي فتبلغ نسبته 5.3 في المائة من مجموع الإنتاج، يليه بوسكري ب 2 في المائة، وأكليد 0.5 في المائة متبوعا بالمجهول ب 0.3 في المائة، والعزيزة ب 0.2 في حين أن الأنواع الأخرى تمثل 15.1 في المائة.